# 10415 Mali Lošinj
(10415) Mali Lošinj, denumire internațională (10415) Mali Losinj, este un asteroid din centura principală de asteroizi.

## Descriere
10415 Mali Lošinj este un asteroid din centura principală de asteroizi. A fost descoperit pe 23 octombrie 1998 la Visnjan de Korado Korlević. Asteroidul prezintă o orbită caracterizată de o semiaxă mare de 2,99 ua, o excentricitate de 0,03 și o înclinație de 14,4° în raport cu ecliptica.